# Мбу (рыба)
Мбу (лат. Tetraodon mbu) — пресноводная и солоноватоводная рыба семейства иглобрюховых отряда иглобрюхообразных.

## Описание
Самый крупный вид иглобрюхов, общая длина тела достигает 75 см. При опасности быстро заглатывает воду или воздух, раздувая желудок и соответственно принимая шарообразную форму.

## Ареал и места обитания
Тропическая демерсальная (донная) рыба, обитающая в больших реках, озёрах и лиманах Центральной и Восточной Африки. Широко распространена в озере Танганьика и бассейне реки Конго, за исключением её нижнего течения, а также встречается в нижнем течении реки Малагараси (Malagarasi River) в Танзании. Населяет водоёмы с температурой воды +24…+26 °C.

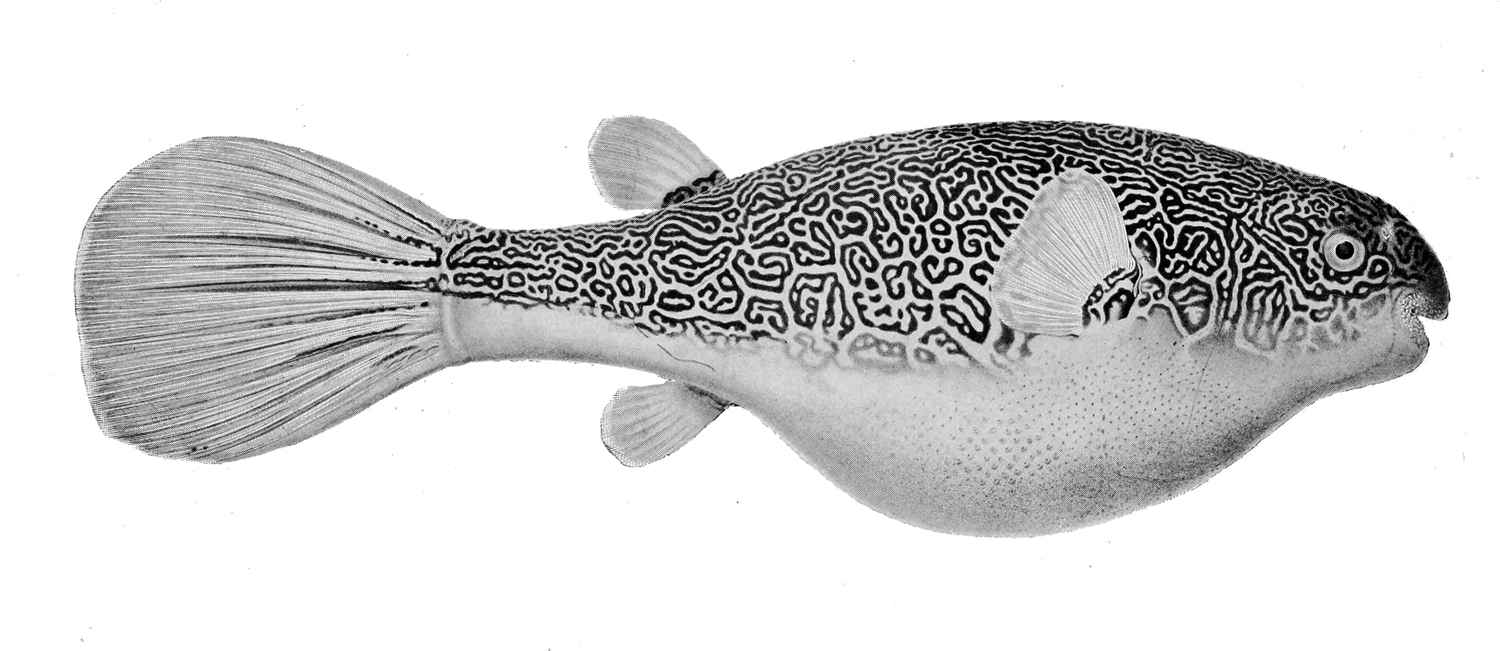

## Питание
Питается в основном моллюсками, ракообразными и насекомыми. Как и другие иглобрюхи, имеют особое строение челюстей, которое позволяет им разламывать раковины моллюсков и прочные хитиновые покровы крупных ракообразных.

## Вылов
Мясо мбу ядовито, так как содержит тетродотоксин, поэтому в пищу эта рыба не употребляется и промыслового значения не имеет.

## Фото

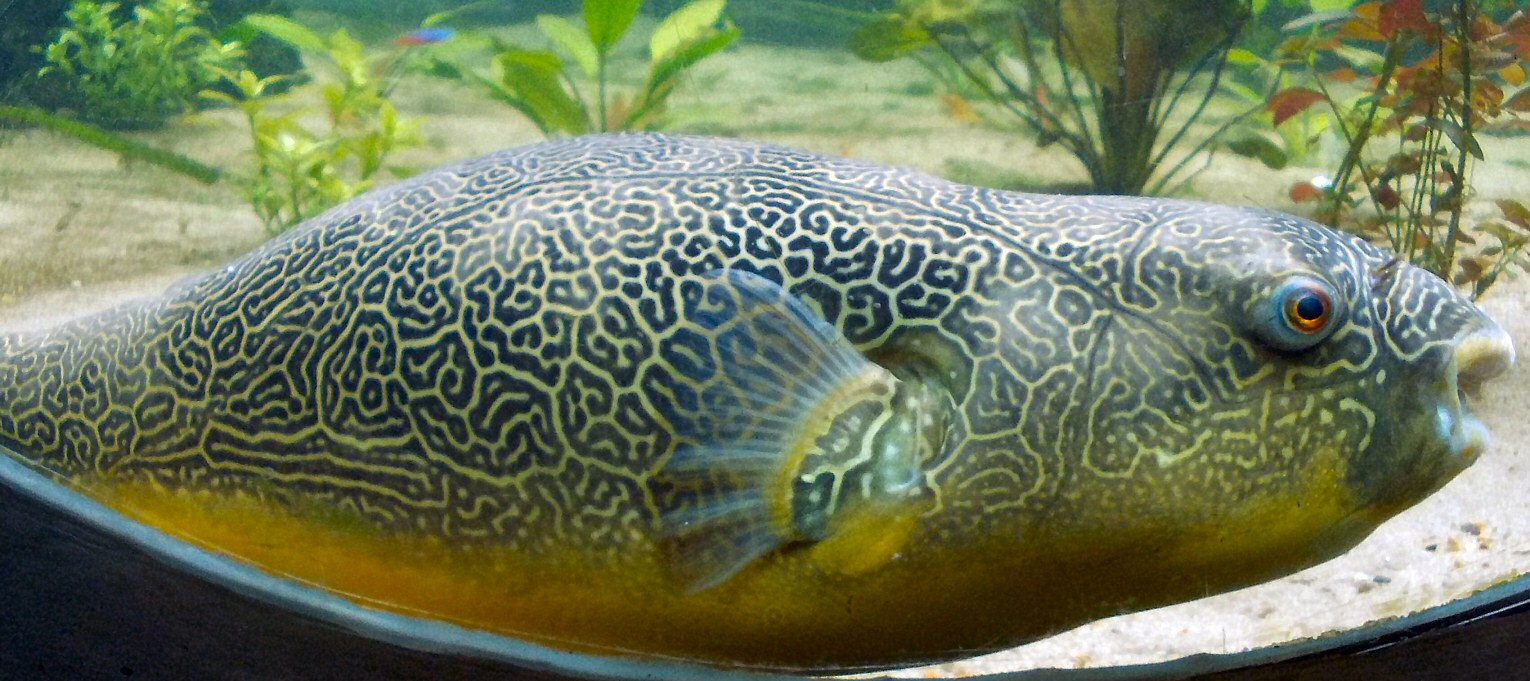
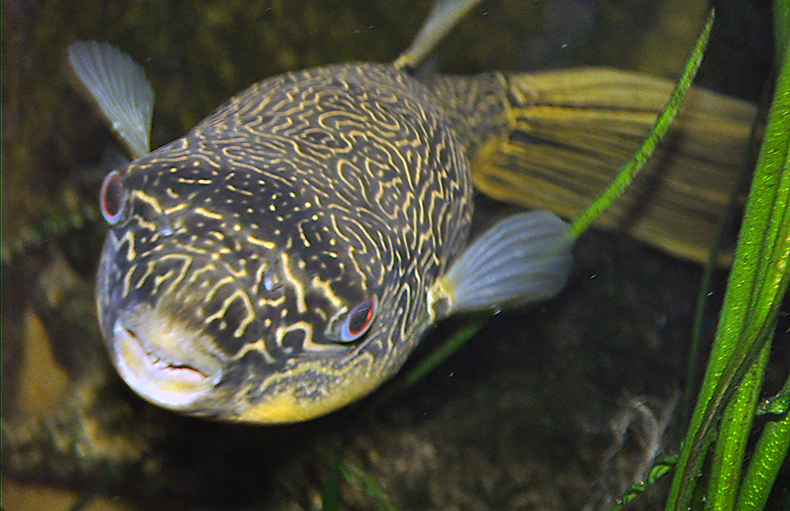
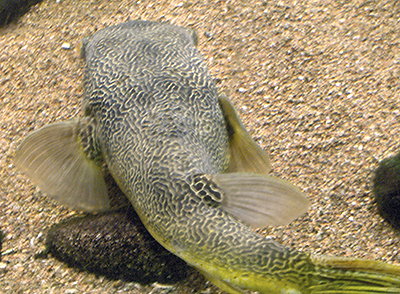
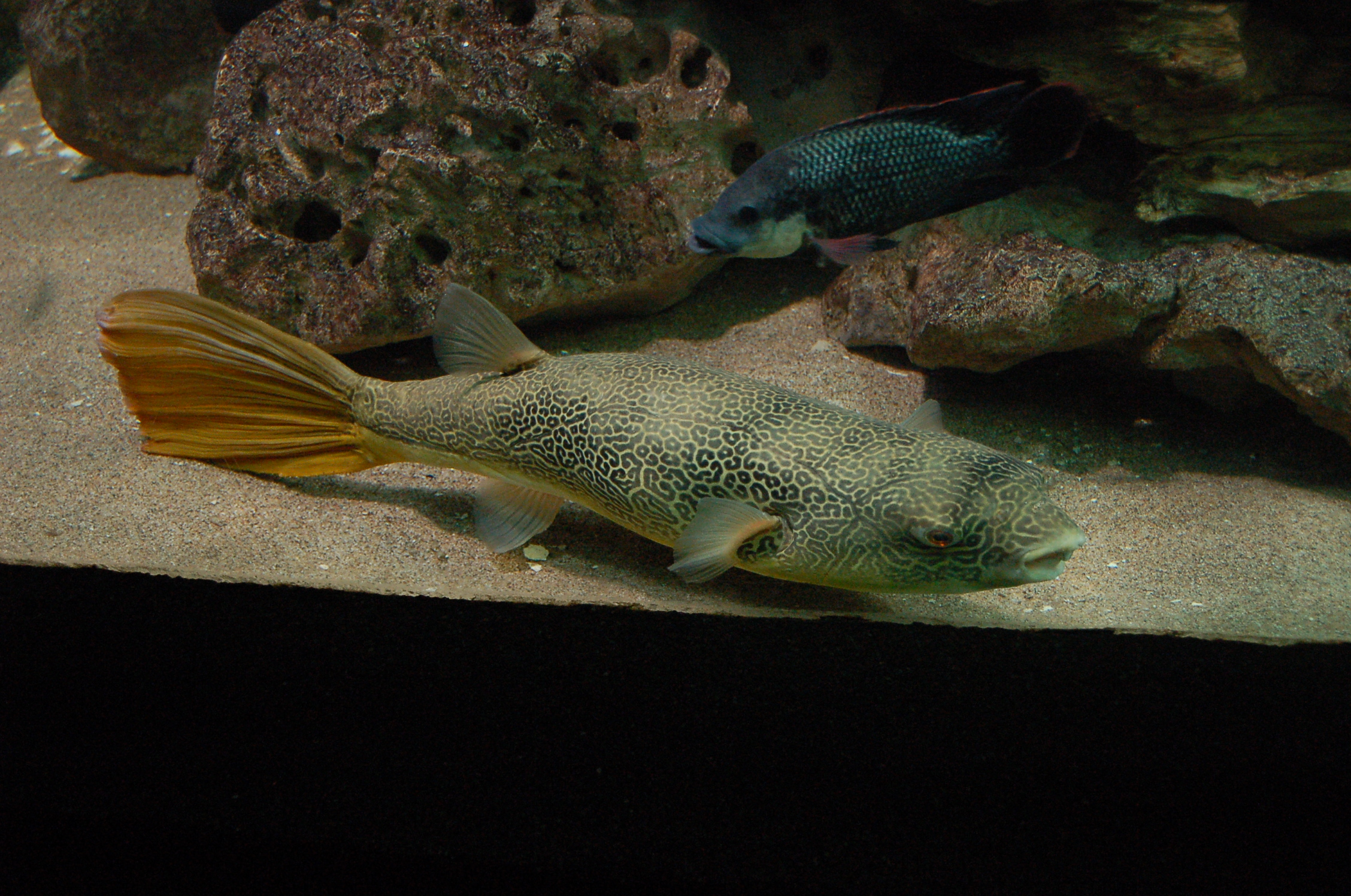
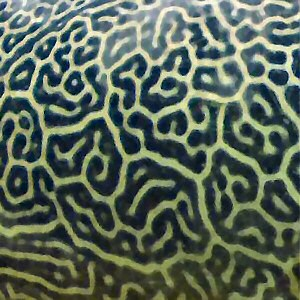